# Gaio Norbano Flacco (console 15)
Gaio Norbano Flacco (in latino Gaius Norbanus Flaccus; fl. I secolo) è stato un politico e militare romano.

## Origini familiari
Flacco era discendente di una famiglia di origini plebea della città di Norba (attuale Norma) che era entrata nella vita politica della Repubblica romana nel I secolo a.C. con Gaio Norbano, trisavolo di Flacco. Il nonno, l'omonimo Gaio Norbano Flacco, console dell'38 a.C., era un homo novus che si distinse nella battaglia di Filippi contro i cesaricidi. Suo padre era Gaio Norbano Flacco, console del 24 a.C. e amico dell'imperatore Augusto, e sposò Cornelia Balba, figlia di Lucio Cornelio Balbo minore, dalla quale ebbe Gaio, Lucio Norbano Balbo, console nel 19, e Norbana Clara.

## Biografia
Poco si sa degli incarichi politici di Flacco: sappiamo che diventò pretore urbano nell'11 sotto Augusto e console nel 15 insieme al figlio del nuovo imperatore Tiberio, Druso minore.